# Shannon Lucid
Shannon Matilda Wells Lucid (Shanghai, 14 januari 1943) is een voormalig Amerikaans ruimtevaarder. Lucid haar eerste ruimtevlucht was STS-51-G met de spaceshuttle Discovery en vond plaats op 17 juni 1985. Tijdens de missie werden er drie communicatiesatellieten in een baan rond de aarde gebracht.
In totaal heeft Lucid vijf ruimtevluchten op haar naam staan, waaronder een missie naar het Russische ruimtestation Mir. In 2012 verliet zij NASA en ging zij als astronaut met pensioen. 